# Paljaščuci
Poleščuci (Paljaščuci, Paljaščuci; bjeloruski: Палешукі, Palešuki; ruski: Полещуки, Poleščuki), malena istočnoslavenska etnička zajednica koja govori bjeloruskim dijalektom. Predstavljaju ogranak Polješčuka, a naseljeni su u močvarnim predjelima Podlesja na jugozapaddu Bjelorusije. Među njima razlikuju se dvije posebne skupine. Jedna su Pinčuci, koji žive u i oko grada Pinska, a druga oko Bresta (Brešyci). 
Slično kao i Poliščuci imaju poseban tip kulture i arhaične običaje koji su razvili u zemljopisnoj izolaciji Podlesja.
Njihovo porijeklo je vjerojatno od Dregoviča (od staroruskog dregva =močvara), "droogva," bjeloruski, što su živjeli izmeđi Zapadne Dvine i Pripjata, malo sjevernije od Derevljana. 